# 日產GT-R
日產GT-R是日本日產汽車于2007年12月6日在日本发布的跑车，不同於先前數代的GT-R車款分屬日產Skyline轎車旗下的雙門跑車類別，自此代開始GT-R獨立成為一車系。
2013年9月30日，GT-R於德国莱茵兰-普法尔茨州的纽博格林赛道由車手Michael Krumm驾驶下成绩达7分08秒，名列第10，比另一款日系高性能跑車雷克萨斯LFA的成績更好，是當時日系高性能跑車在該赛道做出的最佳成绩。

## 特徵

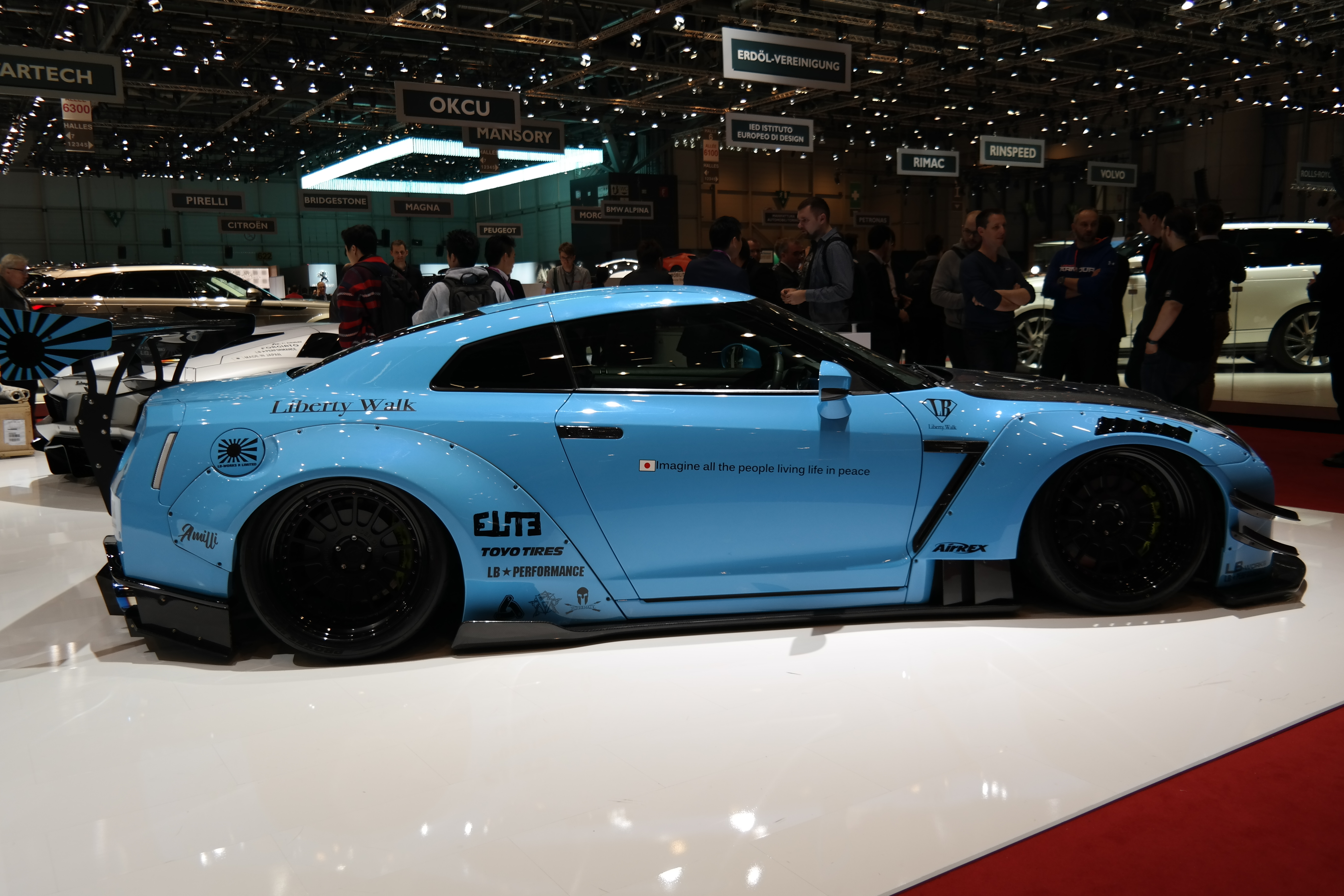
2018年日内瓦汽车展上的LB-WORKS NISSAN GT-R R35(type 2)

日产GT-R採用了代号VR38DETT的3.8升雙渦輪增壓V6发动机，可在6400转速時爆發出570匹的峰值馬力，在3300至5800每分钟转速的區間爆發出最高633牛·米的扭矩；搭配后置6速自动双离合变速箱，只需在短短20毫秒內就完成換檔工作，配合日產汽車的ATTESA E-TS智能四輪驅動系統，能使它在3.6秒內完成时速0至100公里的加速，后于2008年12月、2010年11月、2013年三次调整，最快达到了2.7秒）。

### 四輪驅動

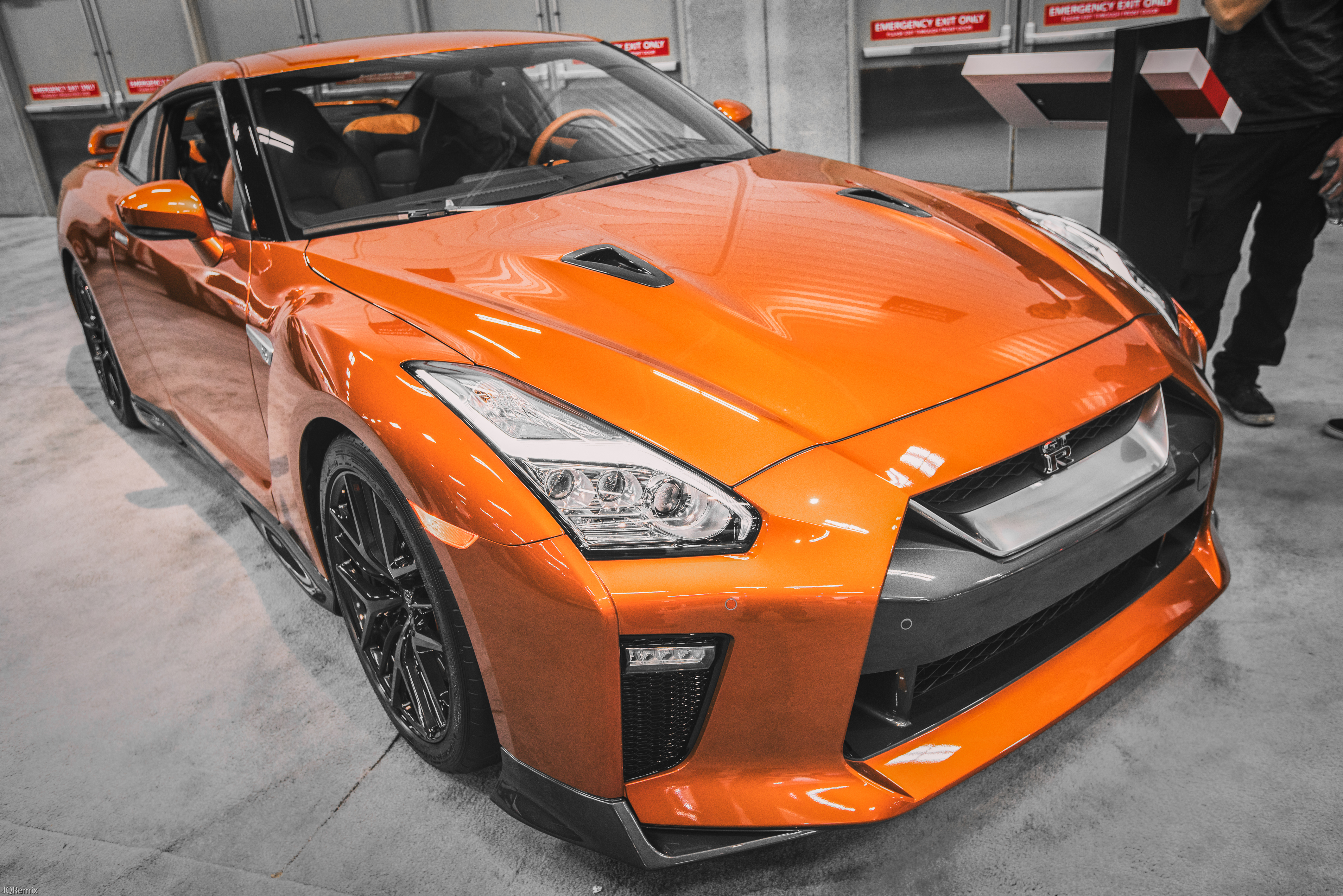

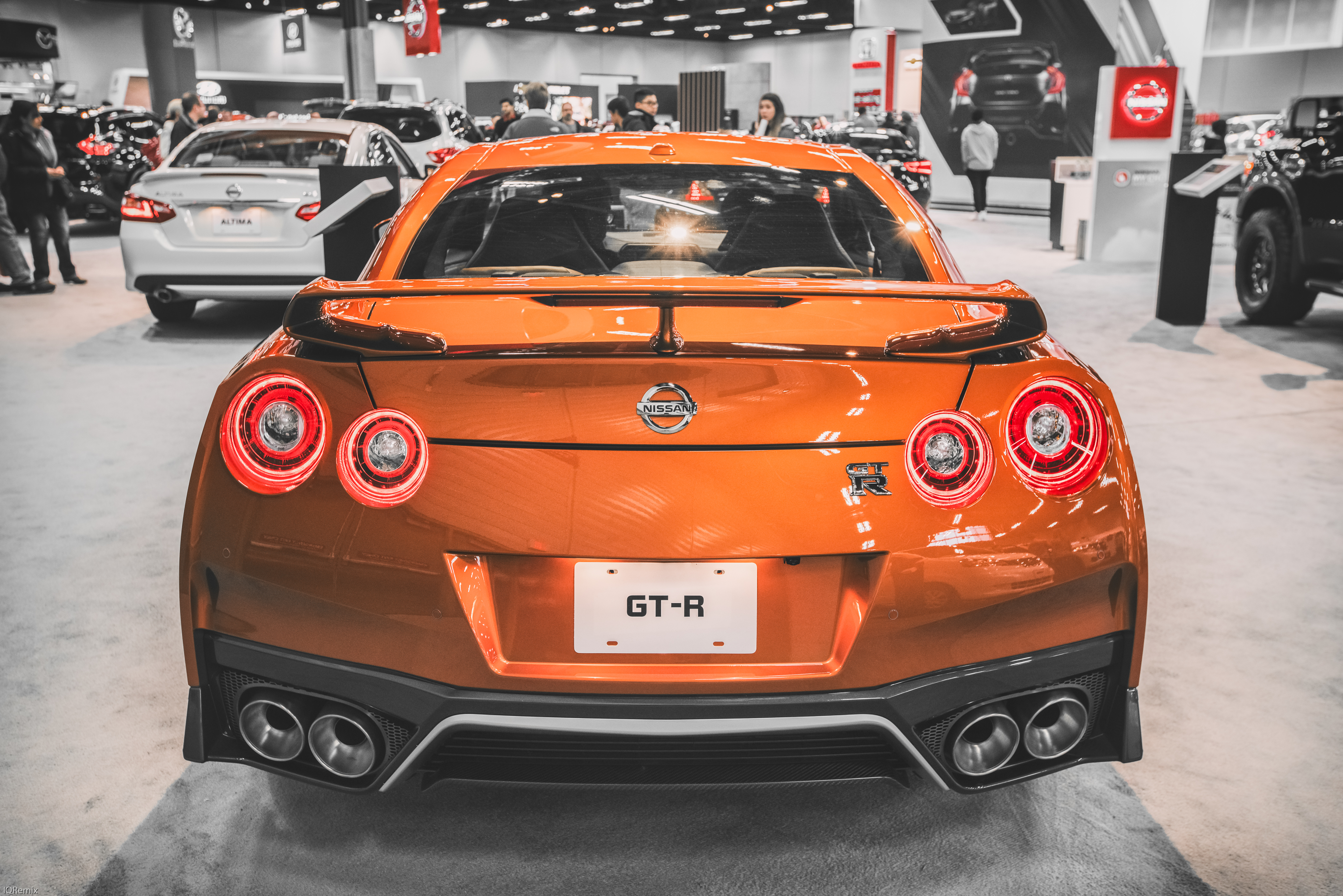
2017年Edmonton车展展出的日產GT-R Premium车型

日产GT-R采用基于日产FM后驱平台而来的日产PM四驱平台开发，发动机被设计在更为靠后的位置，前後重量比为53:47，配合ATTESA E-TS四轮驱动從而使得GT-R在彎道中有更好的動態表現，GT-R前期配备普利司通的轮胎（2010年后改为配备由邓禄普提供的轮胎）。配备Brembo的刹车卡钳和由倍适登调教的底盘。
日產GT-R的車身下有六根傳動軸，採用中部雙傳動軸的設計，其中主傳動軸負責將引擎輸出傳遞到後橋的變速器，通過分動機構後讓兩個後輪得到扭力，而副傳動軸則負責將動力回傳到前橋，得以在必要的時候實現四輪驅動。
GT-R所搭载的ATTESA E-TS智能四輪驅動系統是一套後驅为主的四輪驅動系統，无全时四驱，可以令前後輪分工更明確，而一旦四個車輪的車速感應器以及其車身內的兩個G力感應器得到信號並計算得出需要四輪驅動時，整套ATTESA E-TS系統就會介入然後通過傳遞動態控制命令給電控系統來達到控制後橋的液力差速器，使得後輪被迫減少動力，然後由中央差速器再將剩餘的動力傳遞到前輪。
GT-R不追求極輕的重量，而是追求重量和速度的平衡，而它在纽博格林赛道的成绩證明了減輕車重並非是增加駕控性能的唯一途徑。

### 改装潜力

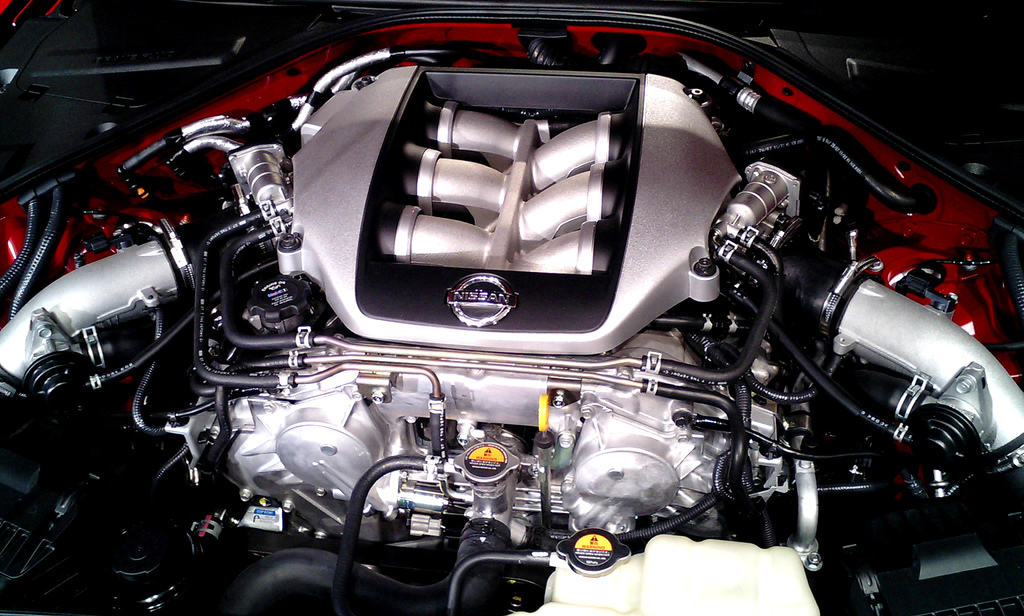
日产GT-R所搭载的3.8升双涡轮增压V6发动机。（代号VR38DETT，前期外观）

在安装第三方渦輪增压配件的情况下，它的加速性能在一般路面上可說是幾乎沒有對手，但其主要問題是中長期的耐用性，以及改裝所耗費的时间，针对追求高引擎輸出、追求直線加速性能的改裝佔絕大多數，为了能在漂移赛事中获得优势，ATTESA E-TS会在改装时被移除。

## 历史沿革

### 日产Skyline GT-R

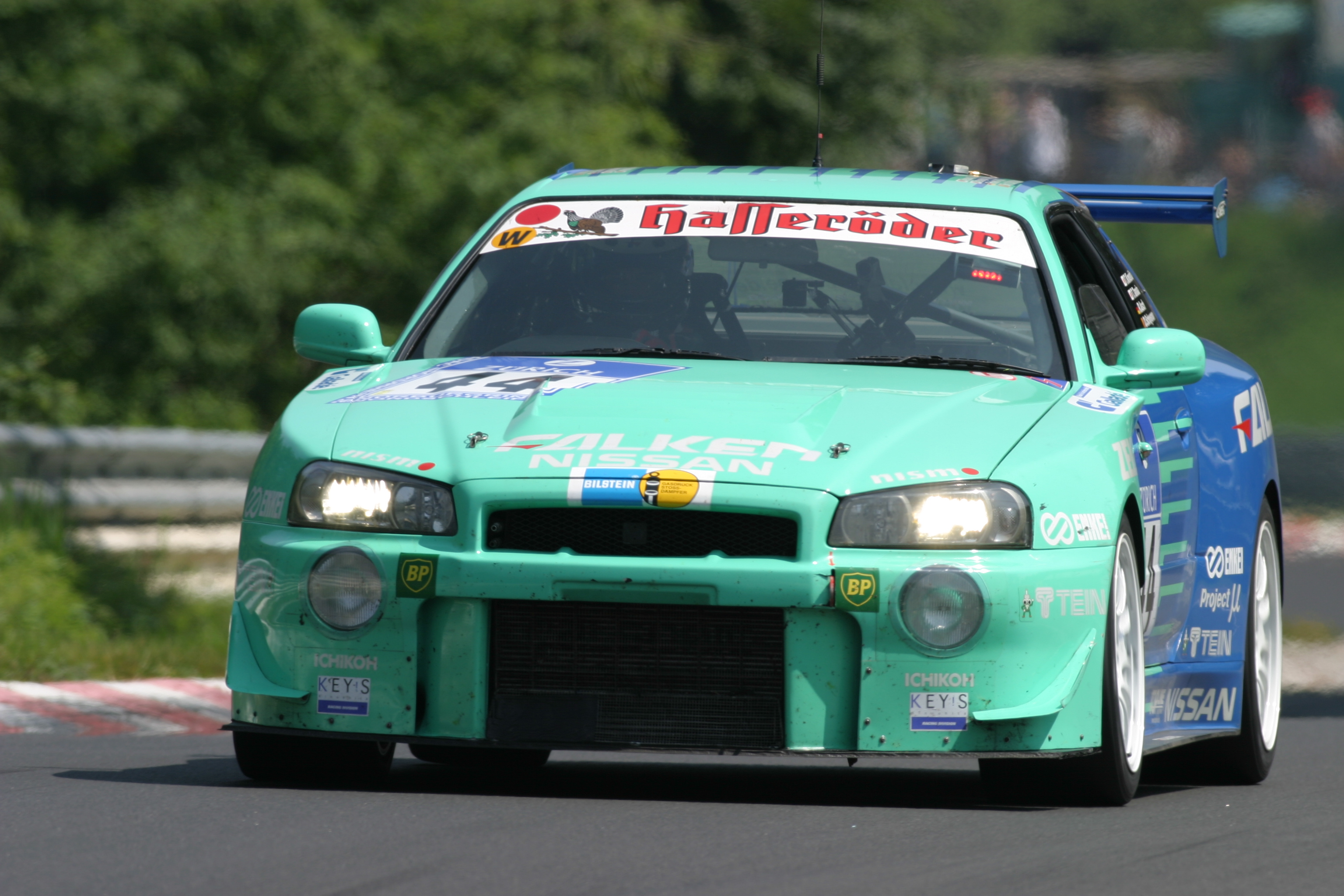
第五代日产Skyline GT-R，代号BNR34

1969年-1974年和1989年至2002年，日产根据旗下中型轿车Skyline开发出高性能版本，名为“Skyline GT-R”，享有"东瀛战神"、“Godzilla”的称号。但因其只有右駕版的，导致它的海外市場局限於英國、香港、澳大利亞等地區。而在日本著名漫画作品系列《頭文字D》中要角之一的“中里毅”的座驾即为第八代Skyline GT-R（代号BNR32）。
日产在2000年開始新型GT-R的研發工作，並於2001以及2005年先後公開兩款GT-R概念車，分別為GT-R Concept 2001和GT-R Proto 2005。
全新的日产GT-R延续了Skyline GT-R系列很多的元素，它的底盘代号为R35，是对第十代Skyline GT-R（BNR34 ）的延续。

### 概念車

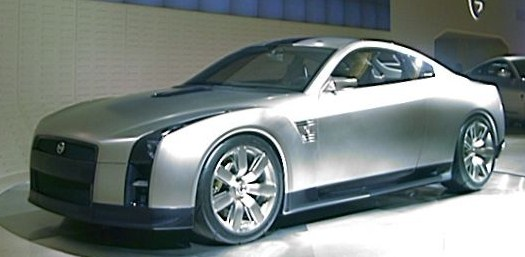
2001 GT-R概念車在2001年東京車展上

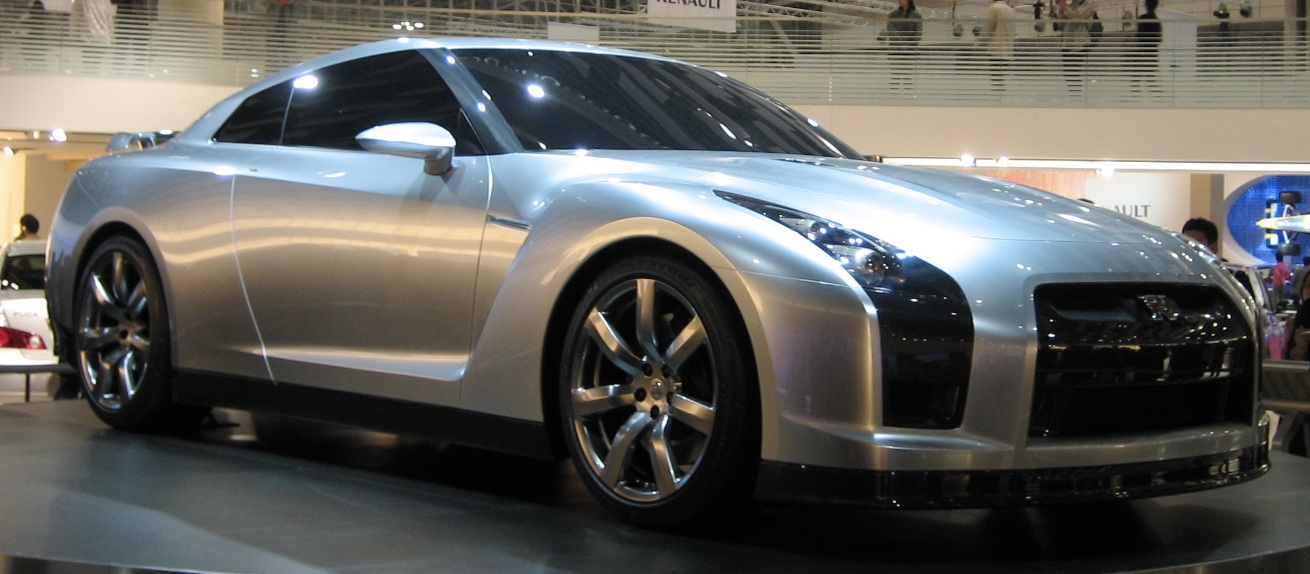
GT-R Proto概念車在2005年東京車展上亮相

日產在推出量產車型之前，在車展上展示了兩款GT-R概念車：一款在2001年的東京車展上，預覽了21世紀的GT-R;和在2005年東京車展上重新設計的，被稱為GT-R Proto。高層們表示，基於第二個概念，GT-R的產量將達到80%至90%。

## 车型一覽

### 标准车型
于2007年的東京車展第一次展出，由日產汽車負責人卡洛斯·戈恩駕駛車型代號CBA-R35的GT-R從後台駛出，公佈将于2007年12月6日在日本开售，2008年7月7日在美國、加拿大开售，歐洲市場2008年底开售。
由于各地区发布时间相隔过远的原因，日产特別為GT-R建立一套獨立的合格銷售據點及維修服務，稱為“Nissan High Performance Centrer”，由于发动机、变速箱在内的动力总成采用手工打造，一个月里仅生产1000輛车型。

### Spec-V

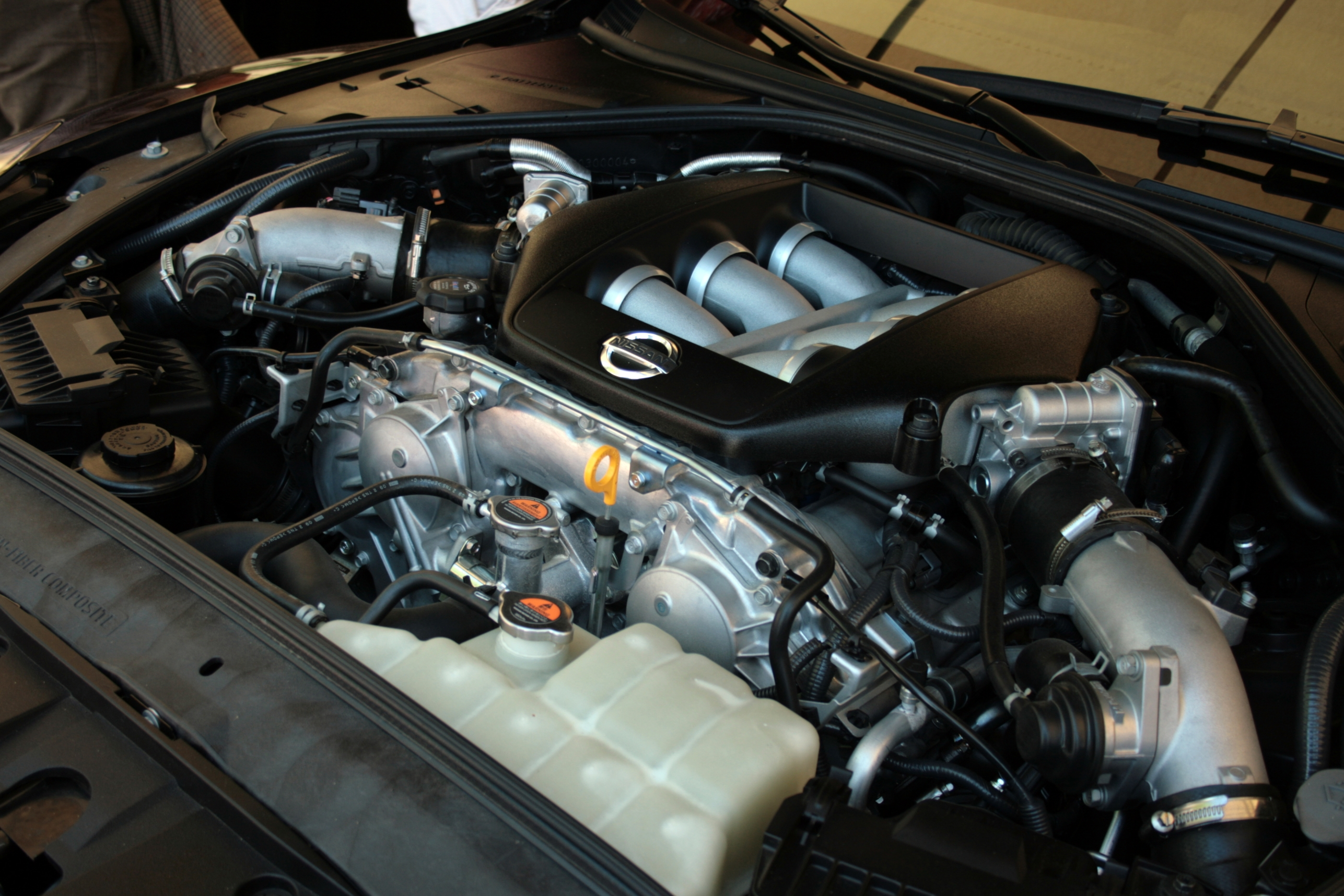
GT-R Spec V的VR38DETT发动机

2009年2月-2011年11月间推出。車身重量在去除后排座椅的情况下減輕60公斤，涡轮增压器经过调整以优化动力反应，裝備日产自研的高性能陶瓷碳纖維複合式材質刹车和普利司通的Potenza RE070RRFT轮胎，日產誓言要奪回被搶走的德國纽博格林賽道量產車賽道記錄。。

### DBA-R35
于2010年的巴黎車展中亮相，車型代號亦改為DBA-R35，外观做出调整，從而改善GT-R的空气动力学效应，风阻系数从0.272下降至0.268。而改进的车尾扩散器多出10%的下压力，以增加高速稳定性，另外還增設LED尾燈。性能亦有所提升，马力达530匹，在德國纽博格林賽道上創下7:21.03的記錄。日本在2010年11月17日發售，並於2011年2月出口到其他地區。香港亦成為新增的正式銷售地區之一，于2011年4月上市（前期款在香港只有平行進口商引入）。
2011年11月7日再度推出改款，马力达540匹，右駕版特別採用了非對稱式懸吊設定，其設定為前懸吊左側的彈簧磅數較硬，後懸吊則將本來左右對稱的懸吊臂改為左側向上、右側向下的配置，以减轻轉向系統組件以及前橋副傳動軸均設於右側的負重。而Premium Edition版可選配陶瓷碳纖維複合式剎車片，同時亦為Pure Edition車型提供賽車化的Track Pack配件以取代Spec V版，并且全球限量150台。包括了Bilstein可調式懸吊、制動散熱導氣口、RAYS鍛造鋁合金輪圈、設有導氣口的碳纖維前擾流等，車內則拆除後座以減輕重量，並配備高摩擦力的專用防滑桶型座椅。2011年11月24日發售，並於2012年1月出口到其他地區。
2013年的改款中，改良引擎於4000-6000转的反應，懸吊阻尼及彈簧也重新配置，車身剛性上有所加強，不僅降低了車身重心，過彎時的靈活性及高速穩定性也獲得改善。在德國纽博格林赛道創下7分18秒的記錄，而这是继雷克萨斯LFA纽博格林版之後，第二款不使用熱熔競技型輪胎便可突破圈速7分20秒的車型。
2014年的改款中，GT-R改用新設計的頭灯，尾燈再增添紅圈，推出新的定制颜色，在懸掛、避震方面都亦作出一點改變，舒適性和隔音方面有所提升。
2015年的改款中，GT-R重新调校悬掛阻尼，ECU經過升級以提供更好的弯道稳定性以及更加精准的转向。飞轮轴承箱的設計亦經過改良，使变速箱能夠降低噪音和提升平顺响应。此外，還為Brembo刹车系统专门开发一种新型的垫片和碟盘来进一步提升制动效率。转向阻尼器经过重新调整后可以更好的降低由引擎的空转或者低速震动所引起的少许噪音。車身整個結構均采用隔音泡沫，以降低引擎和变速箱的噪音。同时使用了内部结构改良设计的防泄漏Dunlop轮胎，以获得更稳定的直线加速和過弯性能。而Premium版车型可选黑色镀铬铝合金轮圈。
2016年的紐約車展中，日产GT-R推出新改款，外观更具有统一的V-Motion风格，兩側進氣口與空力擾流翼都經過重新設計，提供更好的下壓力，加上新的側裙與後側擾流翼，可讓氣流迅速被導至後方，再配合後下分流器，達到更好的空氣動力效益，風阻系數也僅為0.26。马力达565匹，其中點火正時控制系統經過修正，略提升渦輪增壓增壓值，達到更好的動力輸出，換檔時也更加平順。另外也重新調校了懸吊系統，以及強化車身剛性。内饰在豪華感以及舒適度上做出优化，中控區域的開關數從27個簡化至11個，方向盤也換上了更為立體雕塑設計的新樣式，換擋撥片亦置於方向盤上，並強化車廂隔音。
2018年，GT-R外观做出调整，減少氣流行經時產生的小漩渦而對於車身產生行駛阻礙，亦新增Solid Red車身塗裝，加入Nissan Connect SM系統，也支持苹果的CarPlay功能。

### Egoist

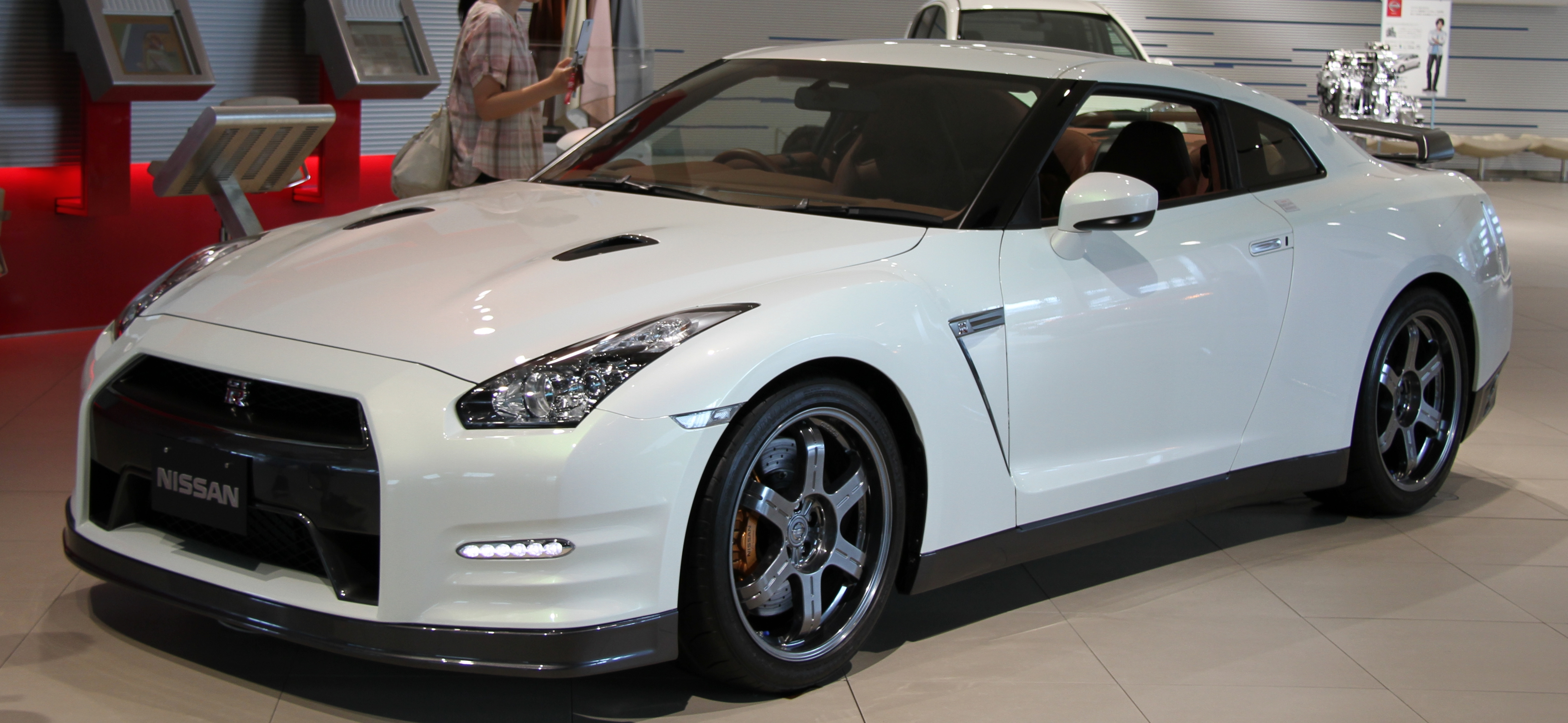
日產GT-R Egoist車頭

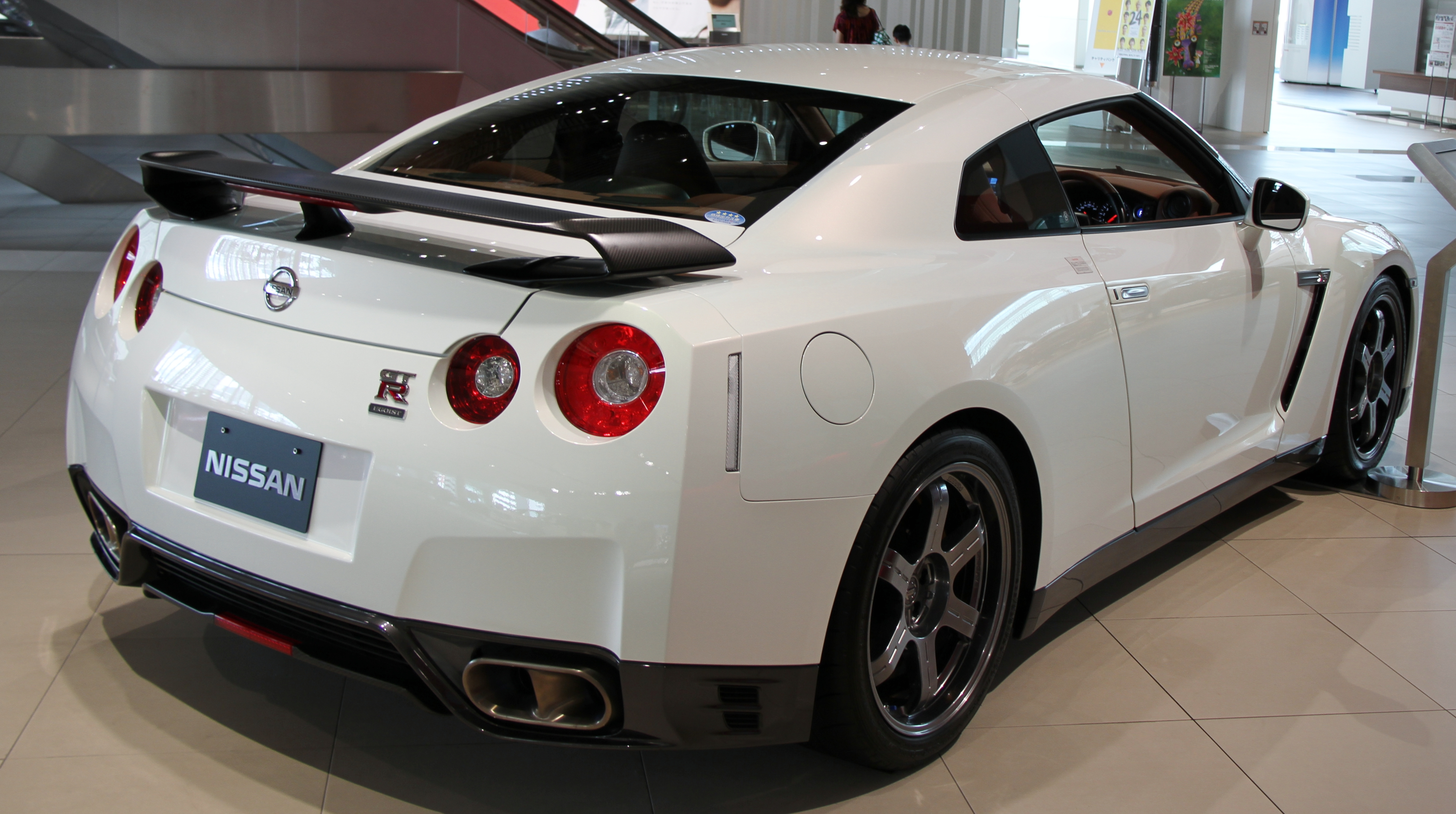
車尾

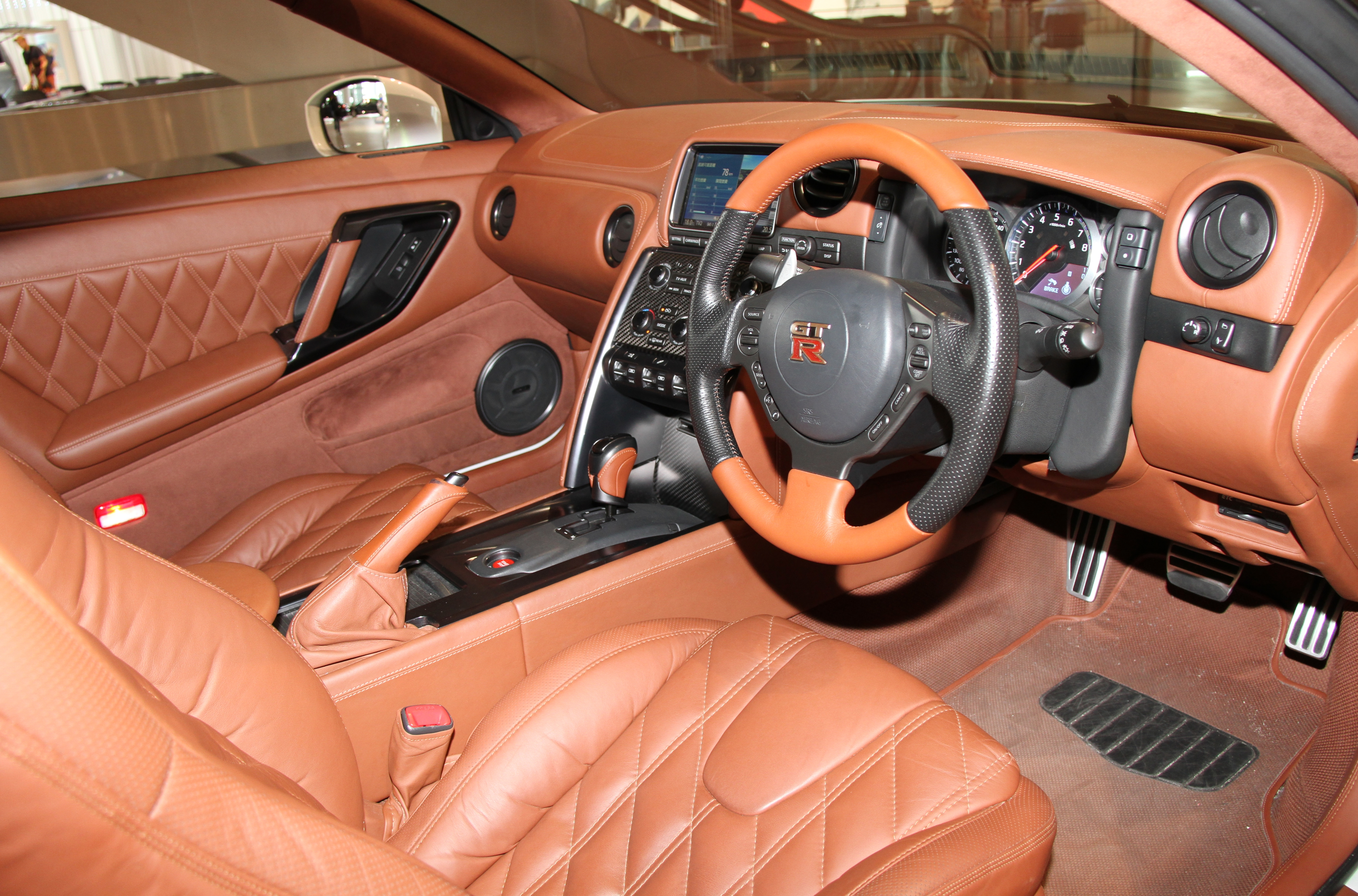
內裝

于DBA-R35时期提供，限量43台(兩台是VVIP版，僅在中東銷售)，以豪華风格为主，限量以皮料包裝及眞皮H裝飾為主，裝備、內飾配搭、車廂顏色以及縫製方式均可自行選配，還包括黑色碳纖維尾翼、鈦金屬排氣喉、RAYS的鋁合金轮毂等。

### Midnight Opal特別版
2013年7月，日產推出了Midnight Opal特別版。 原計劃生產100輛，但最終生產了115輛。
新車型的升級包括全新Midnight Opal特殊漆色（專為Nissan Skyline GT-R特別版車漆）、碳纖維後擾流尾翼（帶LED高位剎車燈）、增加防凍濃度、全新RAYS鍛造輕量化輪圈搭配Hyper-titanium鈦合金材質塗裝、引擎室防火牆中的金色鋁製型號銘牌和新的SRS簾式安全氣囊系統。
日產在日本銷售了48輛，美國銷售了50輛，歐洲銷售了3輛，中東銷售了9輛，韓國銷售了1輛，台灣銷售了1輛。

### NISMO

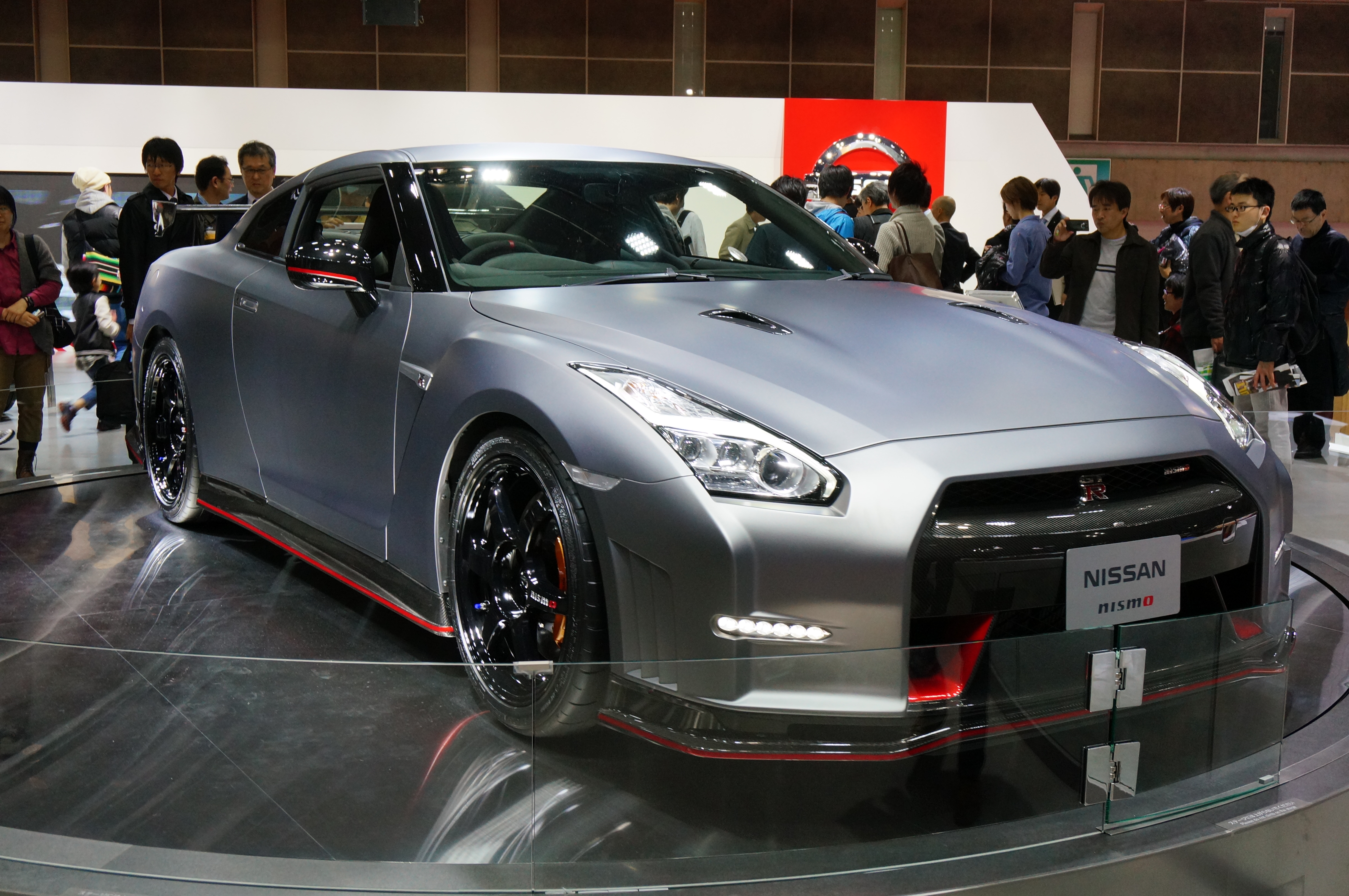
2013年的日產GT-R NISMO

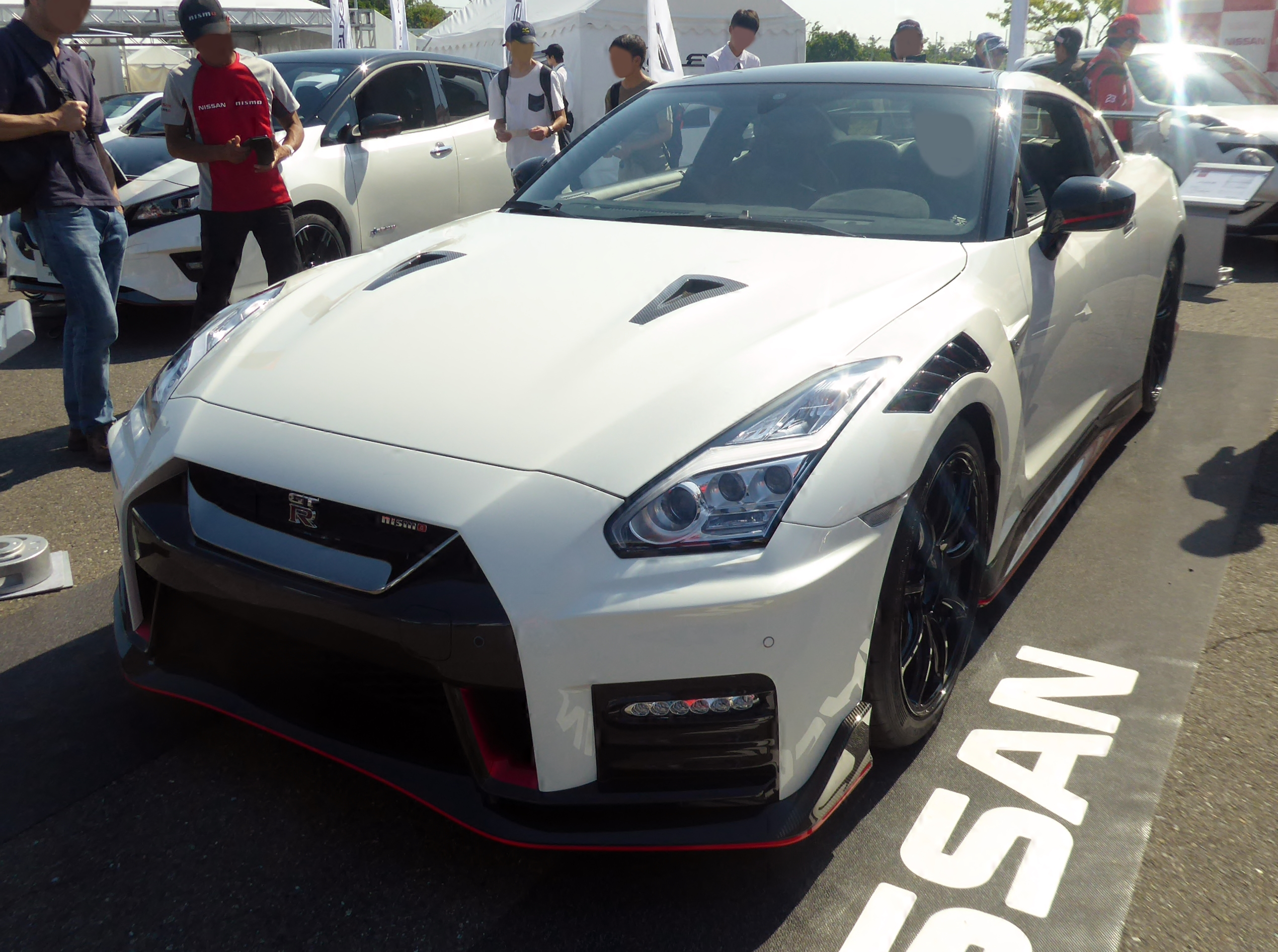
2020年的日產GT-R NISMO

GT-R Nismo於2013年的東京車展中亮相，全車擁有Nismo專屬的配件，包括碳纖維材質的前保桿、車底導流鰭片、後擾流尾翼等。在时速达300公里以下时的下壓力超過100公斤。懸吊部分搭载BILSTEIN的DampTronic避震器，行駛中還可以做三種不同懸吊模式的切換。前雙A臂懸吊結構中追加了專用的上連桿，來擴大後傾角曳引力距。除了針對懸吊部分的輕量化之外，後懸吊也採用高抗滾動剛性的中空防傾桿。此外，車體接合部也追加了點焊處的數量與構造用接合劑的使用來提升車體剛性。引擎马力达到600匹。在德國纽博格林賽道上，GT-R Nismo以7分8.68秒的記錄，成為圈速最快的日本車，2017年推出改款，車鼻的進氣面積擴大，前保险杠上的日间行车灯位置採用突起輪廓加上碳纖原色的塗裝，彎道極限提升了2%。

### 45周年纪念版
於2015年2月3日發售，以纪念GT-R面世45周年，限量45台，只在日本國內發售，外观颜色跟2001年推出的第五代Skyline GT-R M-Spec版相同。此外，在中控台下方以及发动机上还貼上45周年纪念版的铭牌。

### GT-R50 by Italdesign

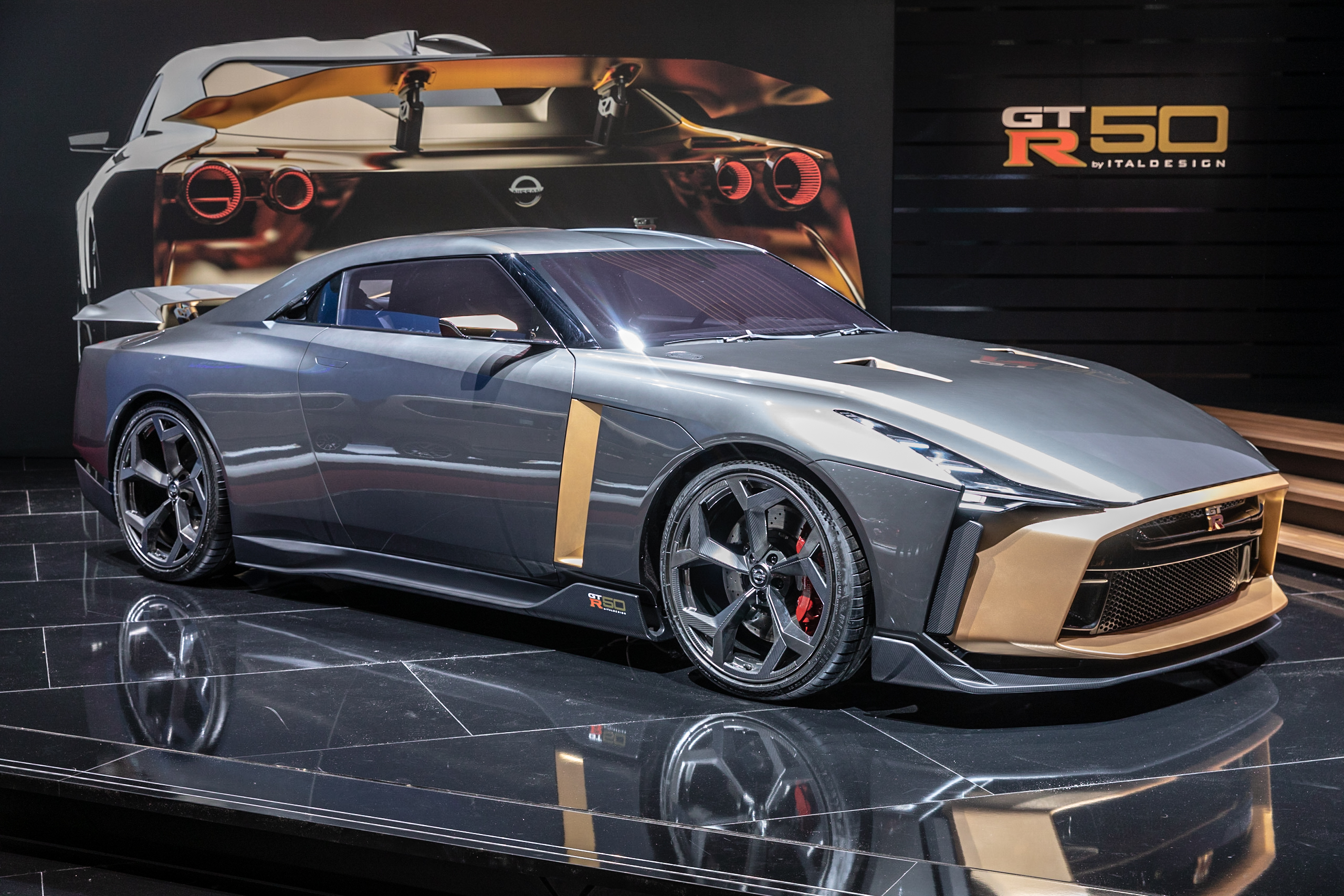
Nissan GT-R50 概念車

日產與意大利汽車設計工程公司Italdesign合作設計了GT-R50 by Italdesign，於2018年6月首度亮相，原本只是為了慶祝Italdesign成立50周年而研發的概念車，於同年的古德伍德赛车节中宣布量產，限量50台，售價為100萬美元。
其基于2017年版GT-R Nismo，在外型上進行不同改造，選用了對比強烈的灰色及金色作為主要配色，車頭則配置了更銳利的LED車頭大燈，加上金色的超大型水箱罩及擾流設計，進一步提升車頭部分的強度。車頂亦改得更加低矮，令車身設計更具流線形，後擋風玻璃重新被设计，而車尾部分的線條亦顯得更凹凸分明。動力上採用GT3競賽級別的渦輪增壓器，同時加入更大型的中冷器等，最高馬力达到710匹。

## 规格

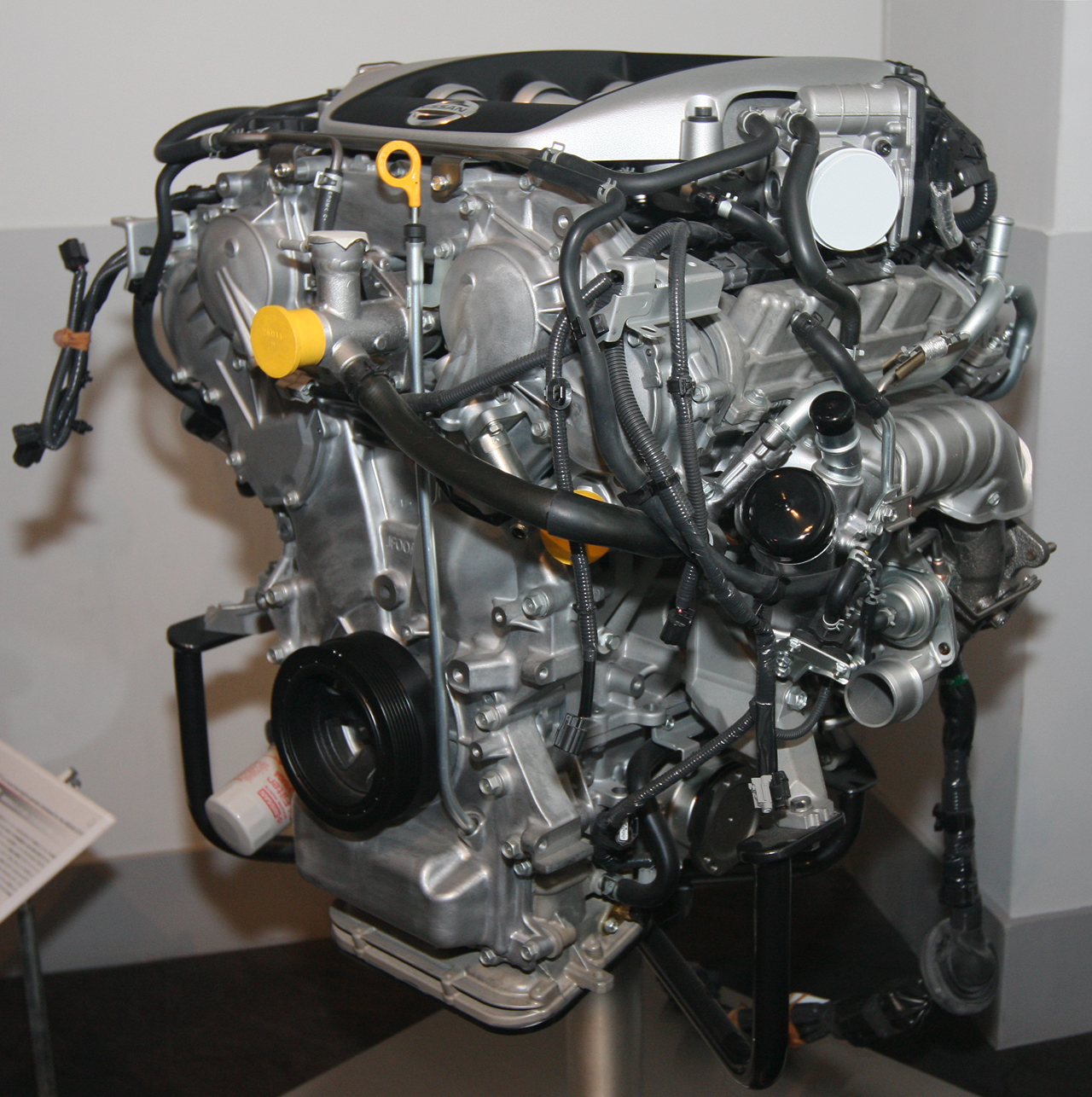
其搭载3.8升双涡轮增压V6引擎，代号VR38DETT

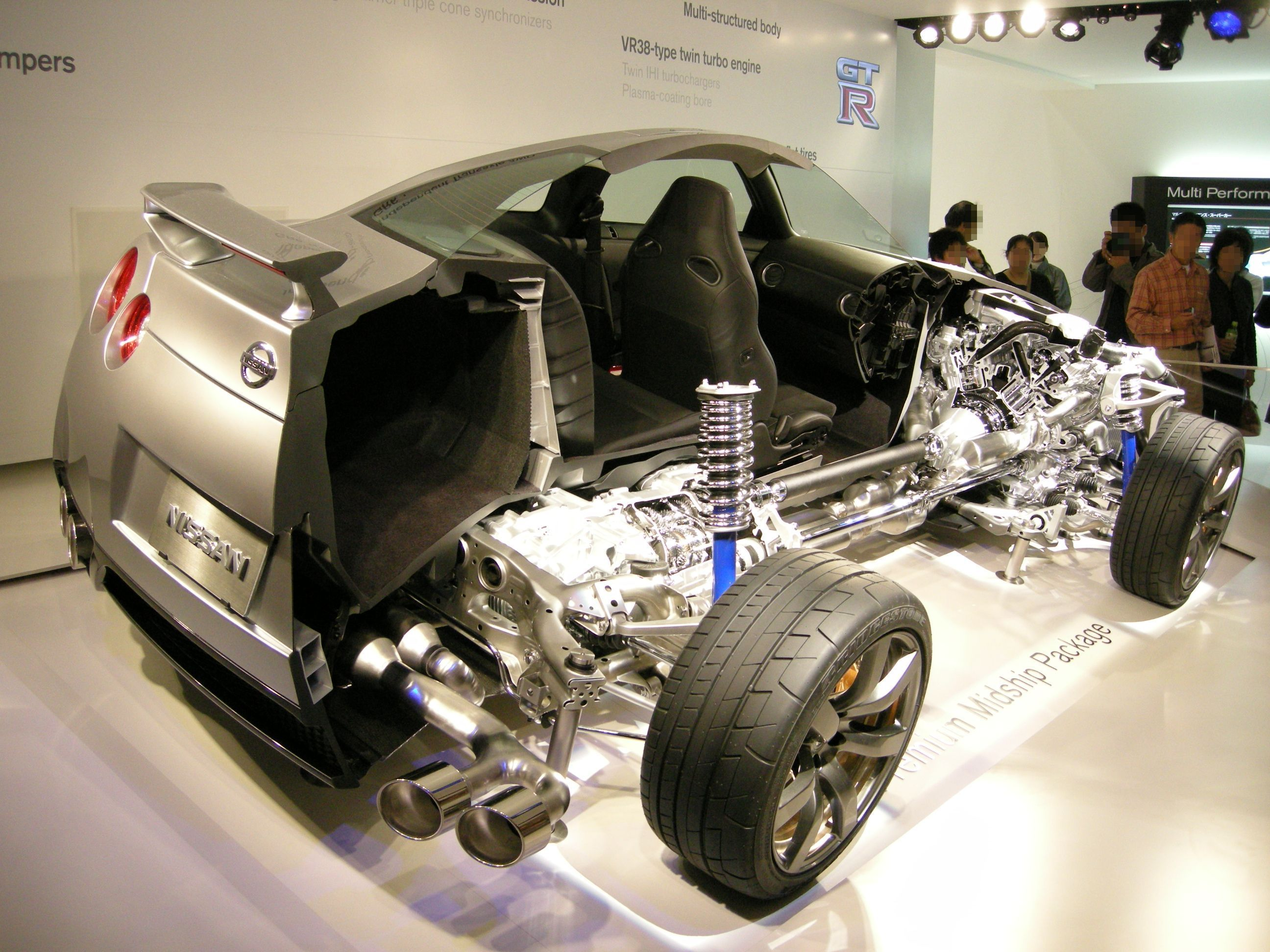
剖面版

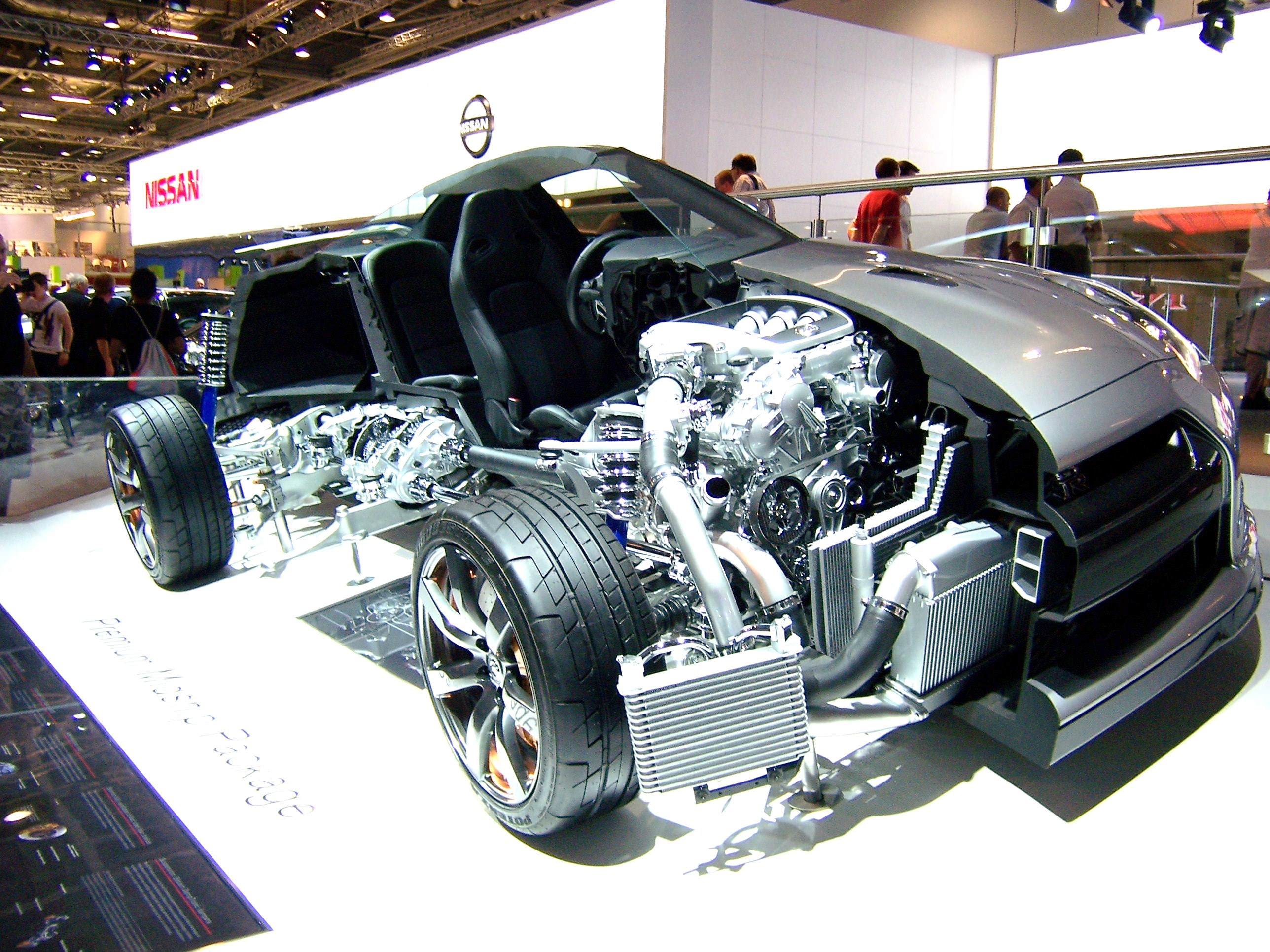

### 設計
它的造型融入了《機動戰士》角色鋼彈的設計元素，車體的每道線條都實際具備導流的效果，設計上有別於歐洲的跑車，呈現出獨特的日本文化。方向盤上設有換檔撥片，中控台上方的多功能行車數據顯示屏由負責《GT赛车》的開發公司Polyphony Digital研製。

### 性能測試
官方最高时速198mph（318km/h），加速时间0-60mph（100km/h）為3.4秒（使用“Launch Control”），从静止到1/4英里用时11.1秒，速度达到125mph（201km/h）。至於2011年款的GT-R加速时间0-60mph（100km/h）只需2.9秒，最高时速318km/h。2012年款進化到2.8秒，2014年款0-60mph更只需2.7秒，Nismo版則為2.4秒。
2022年Nismo版最高时速330km/h。

### 技術細節
- 引擎
  - 引擎型號：VR38DETT
  - 引擎形式：V型6汽缸24氣閥雙頂凸輪軸，雙渦輪增壓
  - 引擎排氣量：3.8升
  - 壓縮比：9.0：1

- 動力輸出（2007-2010）
  - 峰值馬力：480/485匹@6400 rpm
  - 峰值扭力：588牛顿米@3200~5200 rpm
  - 引擎紅線：7000 rpm
  - 馬力重量比（kg/hp）：3.625

- 動力輸出（2010-2011）
  - 峰值馬力：530匹@6400 rpm
  - 峰值扭力：608牛顿米@3200~6000 rpm
  - 引擎紅線：7000 rpm
  - 馬力重量比（kg/hp）：3.283

- 動力輸出（2011-2016）
  - 峰值馬力：550匹/6400 rpm
  - 峰值扭力：632牛顿米/3200~5800 rpm
  - 引擎紅線：7000 rpm
  - 馬力重量比（kg/hp）：3.164

- 動力輸出（2017-）
  - 峰值馬力：565匹@6400 rpm
  - 最高扭力：652牛顿米@3200~5800 rpm
  - 引擎紅線：7000 rpm
  - 馬力重量比（kg/hp）：3.08

- 動力輸出（Nismo版）
  - 峰值馬力：600匹@6800 rpm
  - 峰值扭力：652牛顿米@3600~5600 rpm
  - 引擎紅線：7000 rpm
  - 馬力重量比（kg/hp）：2.867

- 底盤
  - 方向機結構：Speed-senstive齒棒小齒輪
  - 迴轉半徑：5.7米
  - 輪圈尺寸：20英寸*9.5J  20英寸*10.5J
  - 輪胎規格（前/後）：255/40R20  285/35R20
  - 懸吊結構（前）：雙A臂+電子懸吊
  - 懸吊結構（後）：多連桿+電子懸吊

- 變速箱
  - 驅動方式：四轮驱动
  - 變速器型式：六前速濕式雙離合半自動變速器
  - 一檔齒比：4.056
  - 二檔齒比：2.301
  - 三檔齒比：1.595
  - 四檔齒比：1.248
  - 五檔齒比：1.001
  - 六檔齒比：0.796
  - 終傳比：3.700

- 安全性
  - 煞車結構：前對向六活塞後對向四活塞卡鉗
  - 安全輔助系統：VCD-R
  - 安全氣囊數：6

- 市場性
  - 日本售價（日圓/萬）：777～961.8
  - 美國售價（美元/萬）：8～9.5
  - 台灣售價（台幣/萬）：490～640
  - 香港售價（港元/萬）：100～180
  - 中國大陸售價（人民幣/萬）：160[18]
  - 产量：每年2500台（美国）

## 赛事版GT-R
日本Super GT大赛

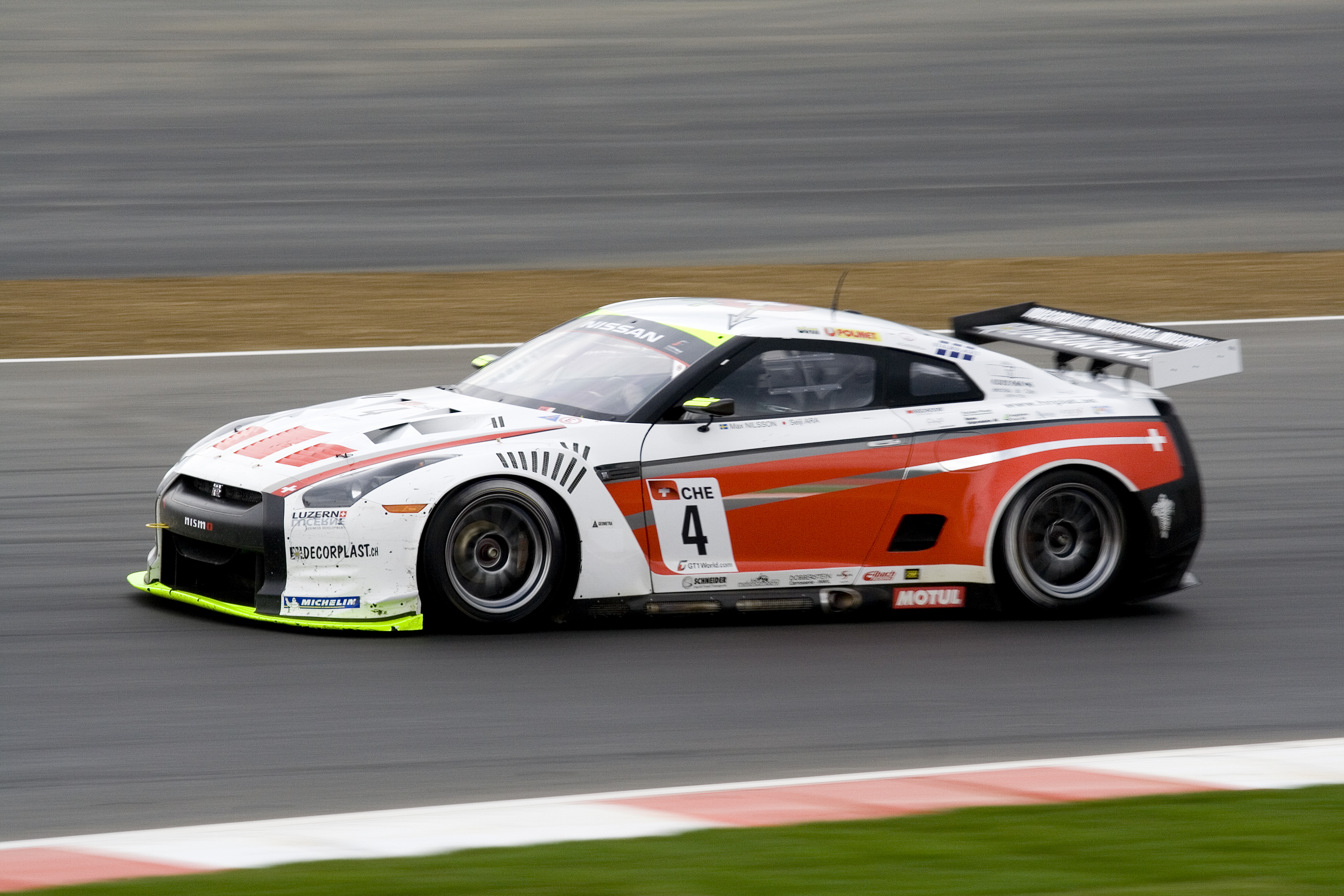
参加FIA GT的日产GSupeT-R

Super GT款式GT-R由日產旗下的Nismo部门製造，自2008年度日本Super GT大賽起使用至今，取代日產350Z，與原型車大相庭徑，初期搭载4.5升自然吸气V8引擎（代号VK45DE）6速序列式手動變速箱以及後輪驅動的佈置，與之前的參賽的350Z大致相同） ，现时搭载2.0升直列四缸引擎。
FIA GT锦标赛
于2010年的FIA GT锦标赛中首度登场，搭载5.6升自然吸气V8引擎（代号VK56DE）和6速手动变速箱，可输出600匹马力。